# Bossiaea oligosperma
Bossiaea oligosperma är en ärtväxtart som beskrevs av Alma Theodora Lee. Bossiaea oligosperma ingår i släktet Bossiaea och familjen ärtväxter. Inga underarter finns listade i Catalogue of Life.